# Liste der Monuments historiques in Montmachoux
Die Liste der Monuments historiques in Montmachoux führt die Monuments historiques in der französischen Gemeinde Montmachoux auf.

## Liste der Bauwerke
| Bezeichnung          | Beschreibung | Standort                   | Kennzeichnung | Schutzstatus | Datum | Bild           |
| -------------------- | ------------ | -------------------------- | ------------- | ------------ | ----- | -------------- |
| Friedhofskreuz       |              | (Lage)                     | PA00087134    | Inscrit      | 1946  |                |
| Kreuz Saint-Constant |              | Chemin de Flagy (Lage)     | PA00087133    | Inscrit      | 1947  | weitere Bilder |
| Kirche St-Martin     |              | (Lage)                     | PA00087135    | Inscrit      | 1926  | weitere Bilder |
| Wegekreuz            |              | Carrefour des Noues (Lage) | PA00087132    | Inscrit      | 1946  | weitere Bilder |

## Liste der Objekte
Zum Verständnis siehe: Kirchenausstattung
- Monuments historiques (Objekte) in Montmachoux in der Base Palissy des französischen Kultusministeriums